# Michèle Vergne
Michèle Vergne (L'Isle-Adam, Val d´Oise, 29 de agosto de 1943) es una matemática francesa especializada en análisis y teoría de representación.

## Vida y trabajo
Michèle Vergne estudió de 1962 a 1966 en el École Normal Supérieure de jeunes filles, el cual hoy es parte del ENS. Escribió su tesina en 1966 con Claude Chevalley, titulada "Variété des algèbres de Lie nilpotentes" y su tesis doctoral en 1971 bajo la supervisión de Jacques Dixmier ("Recherches sur les groupes et les algèbres de Lie") en la Universidad de París. Es actualmente Director de Investigación en CNRS.
Vergne Trabajó en la construcción de las representaciones unitarias de grupos de Lie  utilizando órbitas coadjuntas de las álgebras de Lie. Probó una  fórmula de la suma de Poisson generalizada (llamada por su fórmula de Poisson-Plancherel), que es la integral de una función en órbitas adjuntas con sus integrales de transformación de Fourier en coadjuntos de órbitas "cuantizadas".
Además, estudió la teoría de índices de operadores diferenciales elípticos y generalizaciones de esto a la cohomología equivalente. Con Nicole Berline, se convirtió en un vínculo entre las fórmulas de punto fijo Atiyah-Bott y la fórmula de carácter Kirillov, en 1985. La teoría tiene aplicaciones a física (p. ej., algunos trabajos de Edward Witten).
Además ella también trabajó en la geometría de números; más específicamente, el número  de puntos enteros en poliedros convexos.
Con Masaki Kashiwara,  formuló  una conjetura sobre la estructura combinatorial de las  álgebras envolventes de las álgebras de Lie.
Desde 1997, es miembro de la Académie des sciences. Recibió el Prix Ampère en 1997. Es miembro de la Academia Estadounidense de las Artes y las Ciencias. En 1992, dio una conferencia plenaria en el primer Congreso Europeo de Matemáticas en París (Cohomologie equivariante et formules de caracteres). En 2006 pronunció una conferencia plenaria en el Congreso Internacional de Matemáticas en Madrid (Aplicaciones de Cohomología Equivariante) y en 1983 fue oradora invitada en el ICM de Varsovia (Formule de Kirilov y Indice de l'opérateur de Dirac). En 2008 fue Emmy-Noether, profesora visitante en la Universidad de Göttingen. Ella es miembro de la Sociedad Matemática Americana.
Michèle Vergne estuvo casada con Victor Kac. Tienen una hija, Marianne Kac-Vergne, profesora de civilización estadounidense en la universidad de Picardie.

## Selección de publicaciones
- Con G. León: El Weil representación, Maslov Índice y Theta Serie, Birkhäuser 1980
- Con Nicole Berline, Ezra Getzler: Calor kernels y Dirac operadores, Salmer, Grundlehren der mathematischen Wissenschaften, 1992, 2004
- Cuantificación geometrique et reducción symplectique, Seminario Bourbaki 2000/1
- Représentations unitaires des groupes de Mentira résolubles., Seminario Bourbaki, 1973/4
- Con Michel Duflo, Jacques Dixmier: Sur la représentation coadjointe d'une algèbre de Mentira , Compositio Mathematica 1974
- Aplicaciones de Equivariant Cohomology, ICM 2006